# 17-й полк Национальной гвардии Украины
17-й полк Национальной гвардии Украины (укр. 17-й полк Національної гвардії України), сокращённо 17 пНГУ, разг. (90-е годы) «Митовский полк»), в/ч 4117 — воинское формирование в составе 6-й дивизии НГУ, существовавшее в 1992—1999 годах. Дислоцировался в пгт. Клугино-Башкировка (Чугуев, Харьковская обл.). Образован на базе 265-го гвардейского мотострелкового орденов Суворова и Александра Невского полка.

## История
12 января 1992 года личный состав 265-го гвардейского мотострелкового полка ВС СССР, входившего в состав 48-й Ропшинской Ордена Октябрьской Революции трижды Краснознамённой им. М. И. Калинина мотострелковой дивизии, принёс военную присягу на верность народу Украины. В соответствии с директивой Министерства обороны Украины № 115/1/050 от 17 марта 1992 года вся 48-я мотострелковая дивизия была передана в состав НГУ. С 20 марта 1992 года по 16 августа 1992 года 265-й гвардейский мотострелковый ордена Александра Невского полк выполнял задание в зоне особого режима, в районе государственной границы Украины с Республикой Молдова. Задачей полка стала локализация конфликта с украинской стороны, недопущение распространения вооружённого столкновения в Приднестровье на территорию Украины.
В соответствии с приказом Командующего НГУ № 026 от 25 августа 1992 года 48-я мотострелковая дивизия была переименована в 6-ю Чугуевскую дивизию Национальной гвардии Украины, а 265-й мотострелковый полк был преобразован в 17-й полк Национальной гвардии Украины.
В 1995 году, после принятия Верховной радой Украины ряда законов, ограничивающих самоуправление Автономной республики Крым, на полуострове начались народные волнения, сопровождавшиеся требованиями о проведении Референдума. На нём планировалось вынести вопрос о принятии Конституции автономной республики и дальнейшего возвращения полномочий, ранее гарантированных Конституцией и отдельными законами Украины. Для подавления волнений в Крым были направлены бойцы морской пехоты, 2 полка с бронетехникой из 5-й Львовской дивизии НГУ и 17-й полк спецназа из Чугуева.
24 декабря 1998 года приказом Командующего НГУ № 365 17-й полк был переименован в 17-ю бригаду Национальной гвардии Украины. В 1999 году бригада передана в состав Вооружённых сил Украины и расформирована.

## Командный состав полка

### Командиры полка
- 1992—1993: подполковник Лавниченко Александр Васильевич
- 1993—1994: подполковник Васильев Сергей Викторович
- 1994—1998: полковник Терещенко Юрий Иванович
- 1997: врио подполковник Олейников Сергей Александрович
- 1998—1999: полковник Назаркин Вячеслав Николаевич

### Начальники штаба полка
- 1992—?: майор Шаповалов
- 1996: подполковник Асотов